# 秋山源兵衛
秋山 源兵衛（あきやま げんべえ、明治7年（1874年）9月1日 - 大正10年（1921年）7月30日）は、山梨県の名望家。貴族院議員。

## 経歴
山梨県巨摩郡青柳村（現在の南巨摩郡富士川町）の秋山家に父「源兵衛（長十郎）」、母「とみ」の長男として生まれ、1875年（明治8年）7月に家督を相続する。
1887年（明治20年）に青柳学校（現在の富士川町立増穂小学校）を卒業すると、同年2月に上京する。神田淡路町の共立学校を経て1891年（明治24年）9月に慶應義塾に入り、1894年（明治27年）7月に卒業とともに帰郷する。1893年（明治26年）11月1日に富士川舟運や製糸業の発展に伴う資金需要の拡大と、折からの銀行設立ブームを背景として秋山家の資産を運用するために秋山銀行を開業し、初代行主となった。
1902年（明治35年）3月10日に青柳郵便局が開局すると、同年3月から1907年（明治40年）12月まで局長を務める。その後、南巨摩郡の郡会議員（在任期間・明治36年9月～明治40年9月）、山梨県会議員（在任期間・明治40年9月～明治44年9月）を務め、大正8年（1919年）9月には多額納税者の互選により貴族院議員に当選し同年10月20日に就任したが、任期半ばの大正10年7月30日に死去した。
秋山家の屋敷は2003年（平成15年）に敷地と建物を当時の増穂町（現在の富士川町）が買い上げ、現在は「あおやぎ宿 追分館」として町のギャラリーやコミュニティ施設として活用されている。

## 親族
- 叔父 秋山元蔵（衆議院議員）[1]
- 妻・滋代 （貴族院議員 網蔵平輔妹)